# Association de construction aéronautique de Tachkent
 (juillet 2019).
L'association de production de l'aviation de Tachkent, nommée d'après Valeri Tchkalov, est un complexe de haute technologie situé à Tachkent, capitale de la République d'Ouzbékistan. Considérée comme la seule usine aéronautique d'Asie centrale et comme l'une des cinq plus grandes de ce type au monde, elle a produit avant sa faillite en 2014 environ 10 000 avions.
La production principale de l'usine entre 1976 et 2009 fut le modèle Iliouchine Il-76 sous ses nombreuses modifications.

## Historique de la société
L'usine, sous son nom initial RZ no 84 (RZ du russe « ремонтный завод » : usine de réparation), fut créée dans le cadre du deuxième plan quinquennal afin de restaurer et mettre à jour l'équipement des avions usés.
Sa dénomination actuelle a deux origines :
- Le patronyme est celui du célèbre pilote d'essai Valeri Tchkalov ;
- Le libellé de la raison sociale vient de la réforme de la société en une « association de production d'aviation » (en russe « АПО ») intervenue en 1972 et qui vit la réunion d'usines situées à Tachkent, à Andijan et à Ferghana.

En décembre 1941, l'usine suit l'évacuation générale, en Asie centrale et dans l'Extrême-Orient russe, des entreprises stratégiques et leur mise à l'abri de la progression de la Wehrmacht en territoire soviétique. Les installations, les outils et l'ensemble de l'équipement sont transférés avec tout le personnel par convois ferroviaires, vers Tachkent. L'évacuation a suivi un ordre précis établi par le bureau du plan et la production put reprendre dès le mois de janvier 1942.
Tout au long de l'existence de l'URSS, l'usine connue sous le no 18 puis comme GAZ-23 en 1944 et GAZ-33 quelques mois plus tard installée à 3 km de l'aéroport international de Tachkent a connu une expansion importante au sein de la ville de Tachkent, comme à l'intérieur de la République d'Ouzbékistan (alors République Soviétique Socialiste) et emploie environ 50 000 personnes dans les années 1980.
- En 1972, fut créée l'Association de construction aéronautique de Tachkent, en regroupant les usines d'Andijan, de Ferghana et de Tachkent. La même année était introduit le système automatique de gestion. Ce système regroupait le personnel spécialisé dans l'informatique, les ingénieurs et les systèmes informatiques. Le but était de planifier et régler la production dans l'ensemble de l'entreprise.

- En 1991, à la suite de la chute de l'URSS et la disparition du système de planification, l'usine vit venir une crise sans précédent qui marqua un déclin de la société[5],[9],[10],[11]. La crise économique qui régna, par la suite, en Russie n'arrangea rien à la situation[12],[9]. D'autant plus qu'à la suite d'une politique protectrice et de la préservation de l'usine sous la gestion de l'État, aucune restructuration ni modernisation n'a eu lieu jusqu'à ce jour.

- En 1997, l'association fut restructurée en une société actionnaire d'État (en russe « ГАО »).

- En 2007, ont débuté les premiers pourparlers concernant l'entrée de TAPOiCH dans l'association aéronautique russe OKA. Si l'entrée dans l'association fut effective sur le plan juridique, il en était autrement sur le plan du respect des accords. À la suite des différents problèmes rencontrés par l'usine, les prix négociés pour la production des Il-78 furent rehaussés. La responsabilité de Rosoboronexport, vis-à-vis des accords avec la Chine, fut ébranlé par ces changements par rapport au contrat de base qui s'élevait initialement à 1,5 milliard de $[13]. En 2011, la Russie a officiellement refusé finalement de travailler avec TAPOiCH[6].

- En 2009, plusieurs accords ont été signés avec le GM Uzbekistan, une branche de General Motors à la suite du rachat de GM Daewoo. Depuis, l'usine met à la disposition ses locaux pour la production automobile[14].

- En 2013, la faillite de TAPOiCH est actée bien qu'elle envisage encore un avenir dans la production d'avions et elle fut transformée le 1er janvier 2013 en une société anonyme nommée Usine mécanique de Tachkent (Tachkent Mechanical Plant)[15].

## Historique de la production de la société

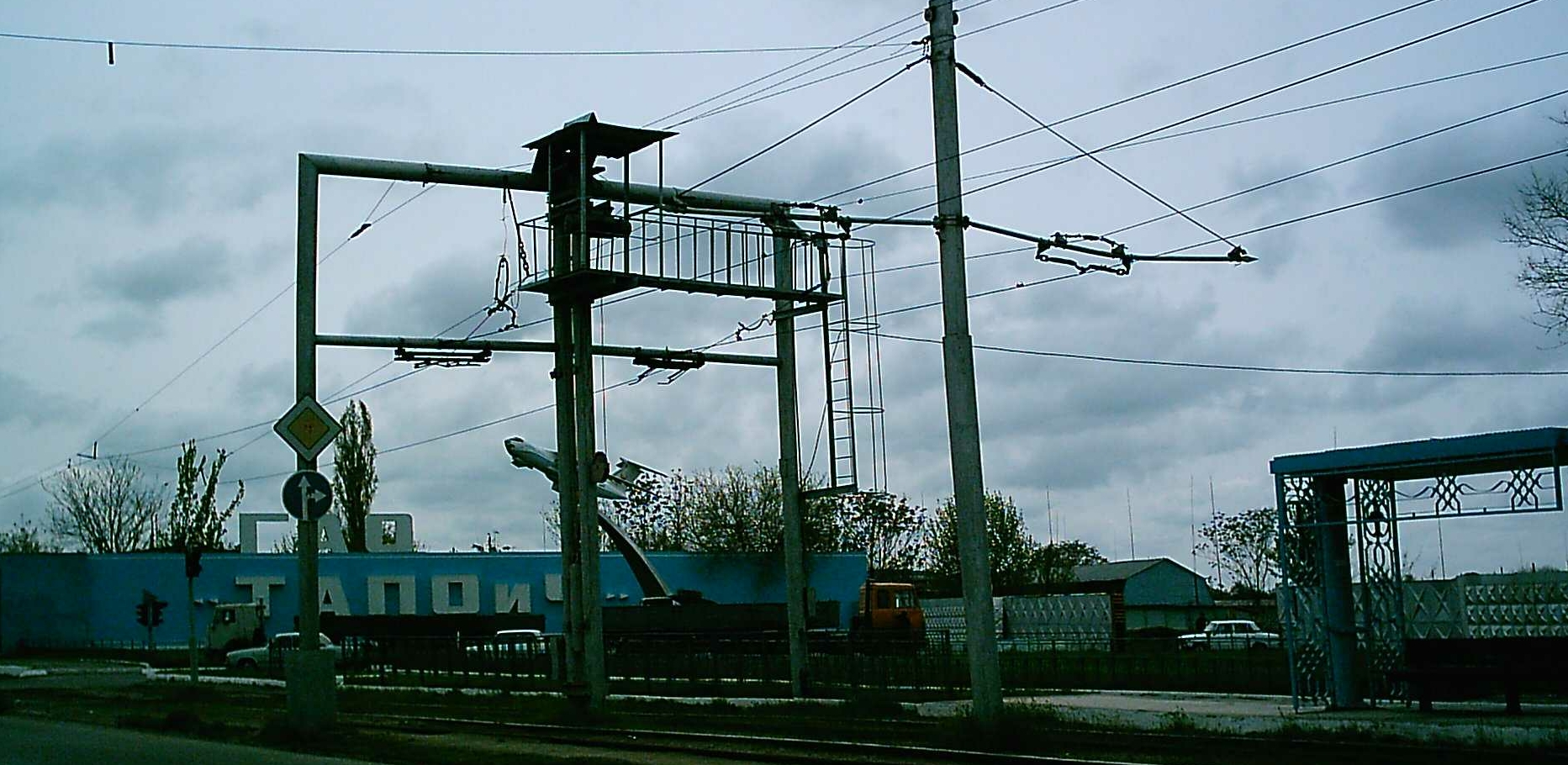
La reproduction du Il-76 à l'entrée principale de TAPOiCH

- En 1932, l'usine s'occupait du contrôle, de la réparation et de la modernisation des avions de modèles I-15, I-16 et I-153[16].

- En 1935, la première commande fut la transformation du ANT-9 en un avion de propagande dénommé « Krokodil ».

- En 1936, à la suite de l'achat de la licence pour la production du Douglas DC-3 américain et du travail de documentation technique de l'ingénieur aéronautique Boris Lissounov, l'usine a pu mettre en production une copie nationale de l'avion américain. Le fait marquant est le passage d'une production rudimentaire des avions en bois (voir I-15) vers une production relativement complexe avec un fuselage en métal.

L'URSS n'était pas le seul pays à assurer une production indigène de cet appareil : l'armée impériale japonaise s'était déjà dotée du Showa L2D en copiant le DC-3 américain.
- En 1942, le DC-3 fut repensé et converti en une version militaire. À la suite de diverses modifications effectuées par le constructeur Lisunov, notamment au niveau de la motorisation, l'avion fut renommé Lissounov Li-2. Au total, 2 258 avions de transport militaire de type Li-2 seront produits par le personnel de l'usine pendant la Seconde Guerre mondiale[8].

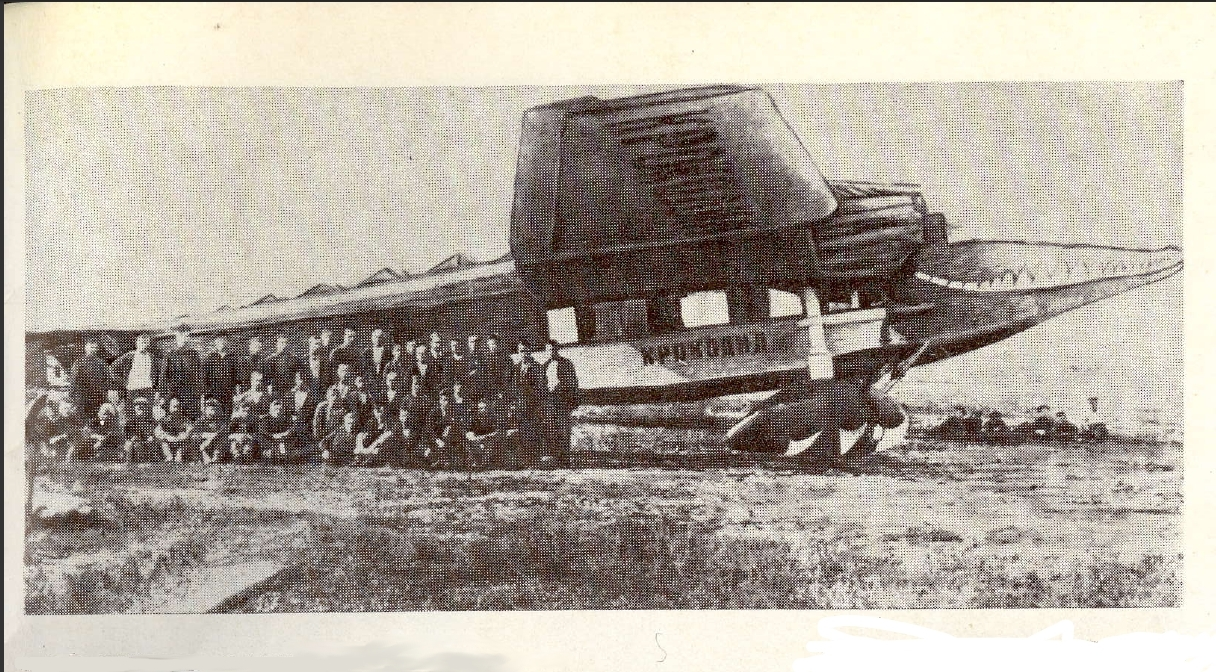
ANT-9
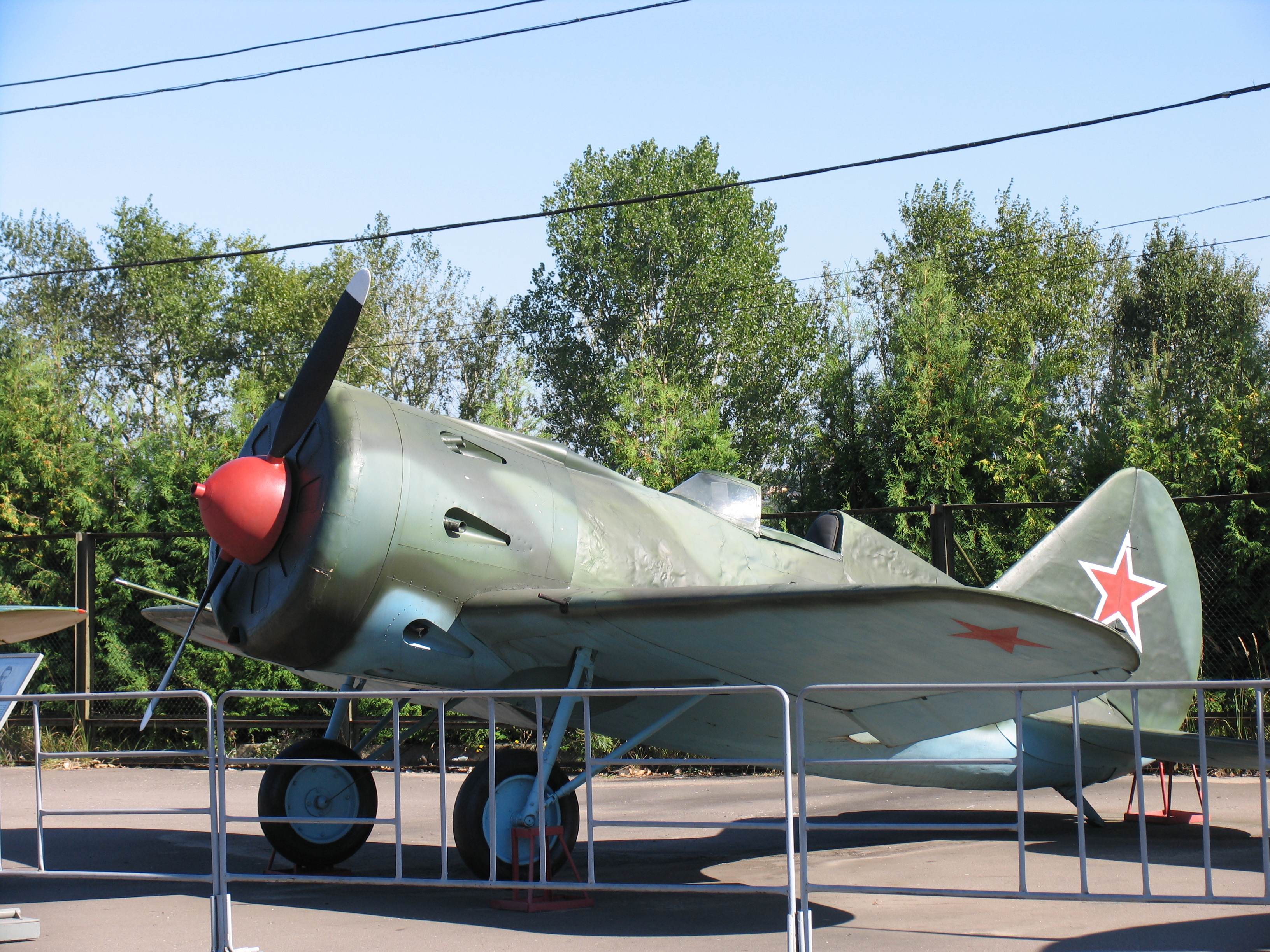
I-16
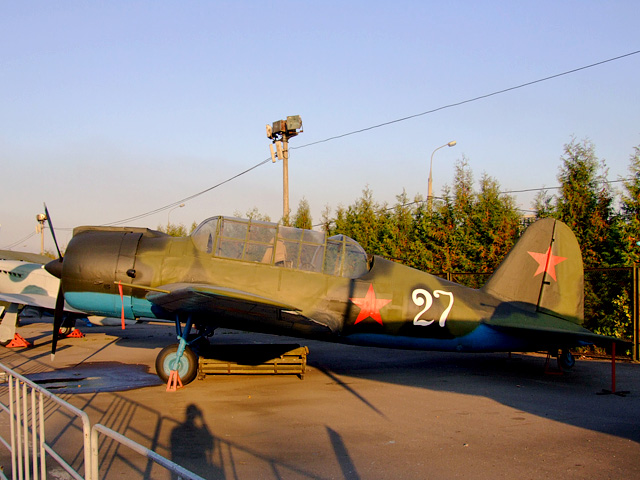
BBS-1

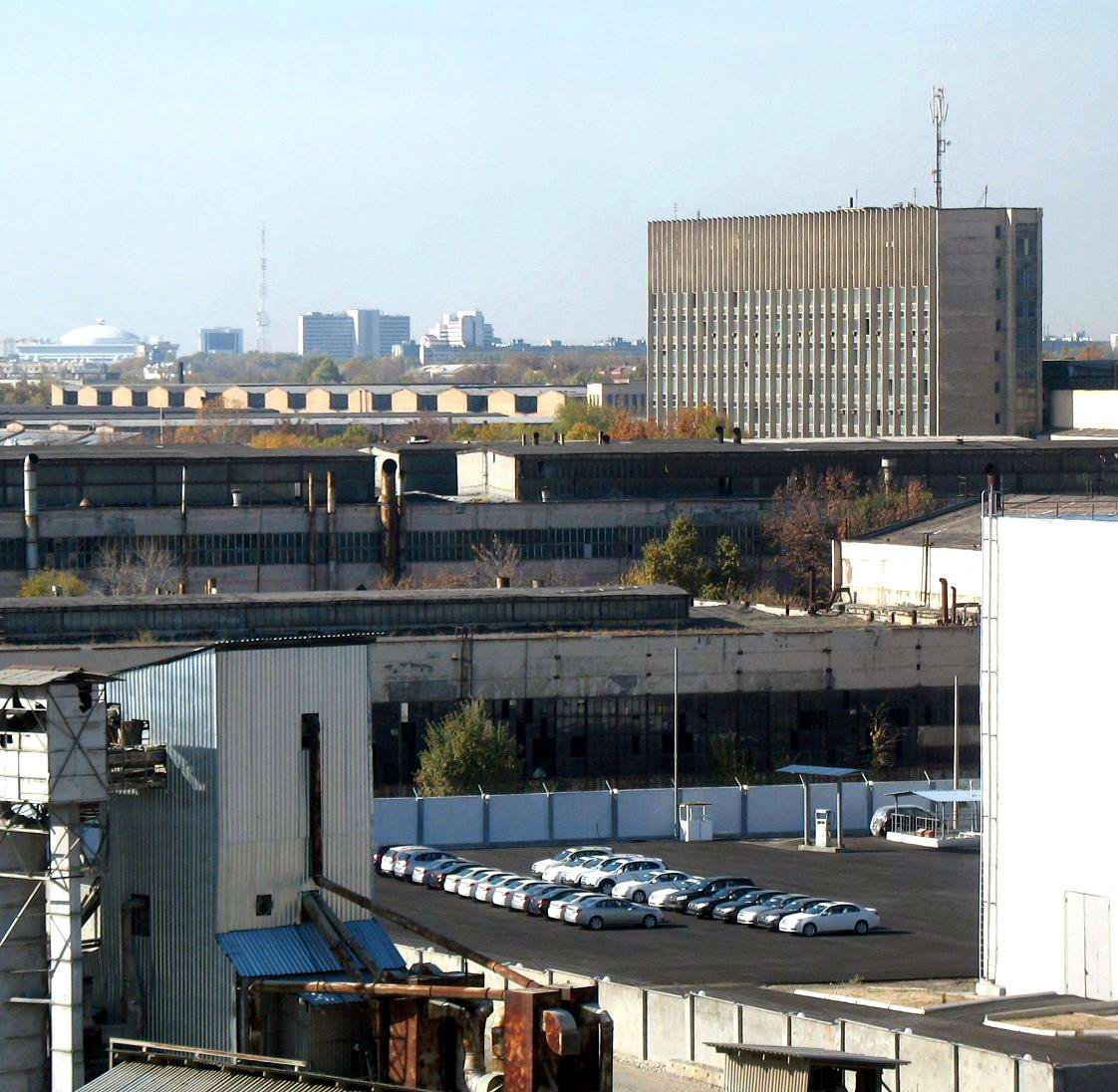
TAPOiCH, le bâtiment administratif principal, Tachkent. La photo a été prise en 2009.

- En 1954, à la production de l'entreprise s'ajoute un nouvel appareil : Iliouchine Il-14.
- En 1957, débute la production de l'Antonov An-8. Ce dernier, contrairement à ses prédécesseurs, est équipé d'un fuselage de type semi-monocoque, propre à l'aviation moderne.
- En 1960, fut construit un prototype d'hélicoptère, le Ka-22, conçu par le bureau Kamov. C'est un type d'hélicoptère utilisant la force contre-rotative de ses deux hélices, n'ayant par conséquent pas besoin d'une hélice de queue pour garder le contrôle sur la direction de l'appareil.
- L'année 1962 vit la création du centre de traitement de données équipé des systèmes informatiques de programmation à cartes perforées pour la fabrication des pièces en 3 dimensions par des fraiseuses automatiques. La même année commença la production des premiers Antonov An-12, du bureau Antonov.
- 1966 marque un nouveau saut dans le progrès de la construction aéronautique, avec la réalisation du plus gros avion au monde de l'époque, l'Antonov An-22, surnommé d'après le légendaire Antée.
- En 1973, fut construit le premier transporteur militaire et civil Il-76. Ce modèle, utilisant des technologies plus avancées que l'An-22, était devenu le produit phare de l'usine. À partir de 1976, année où débuta la production en série, plus de 950[17] exemplaires furent construits.

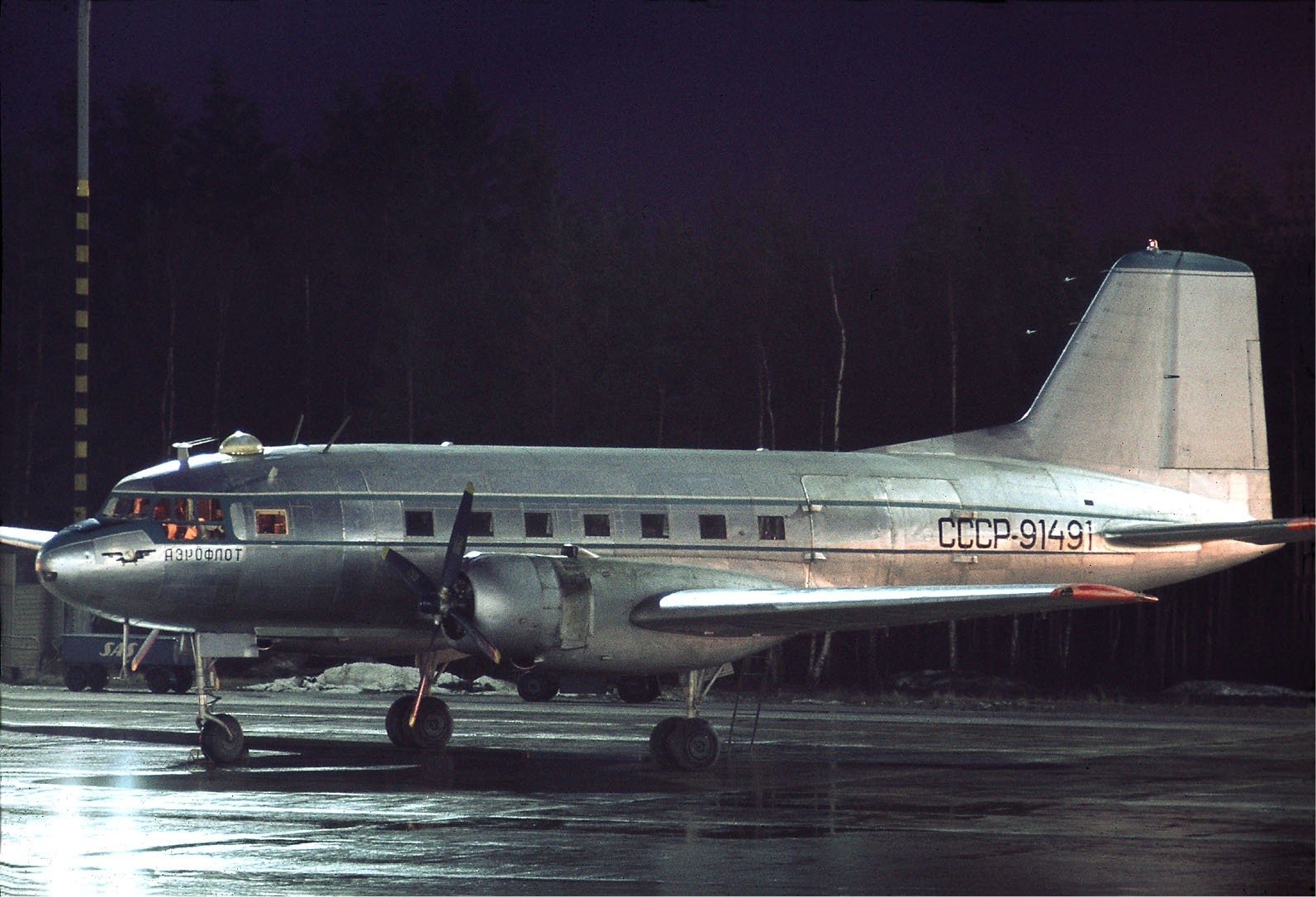
Il-14
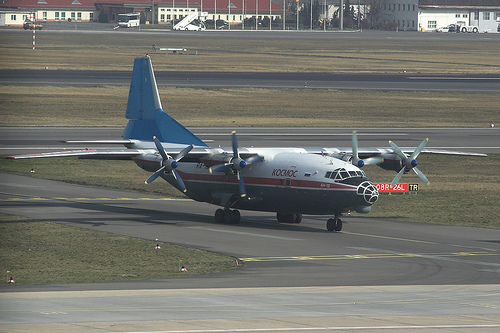
An-12
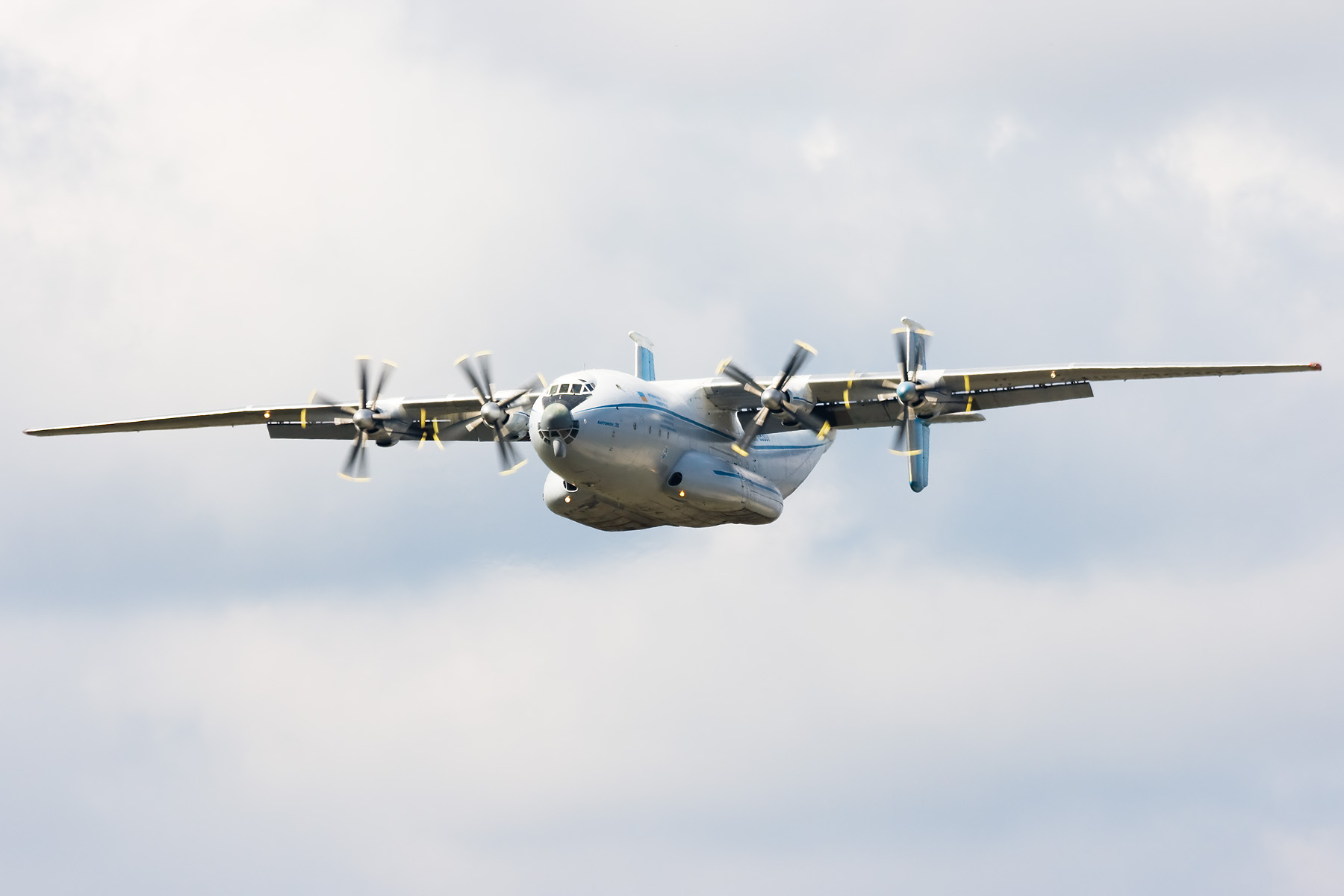
An-22
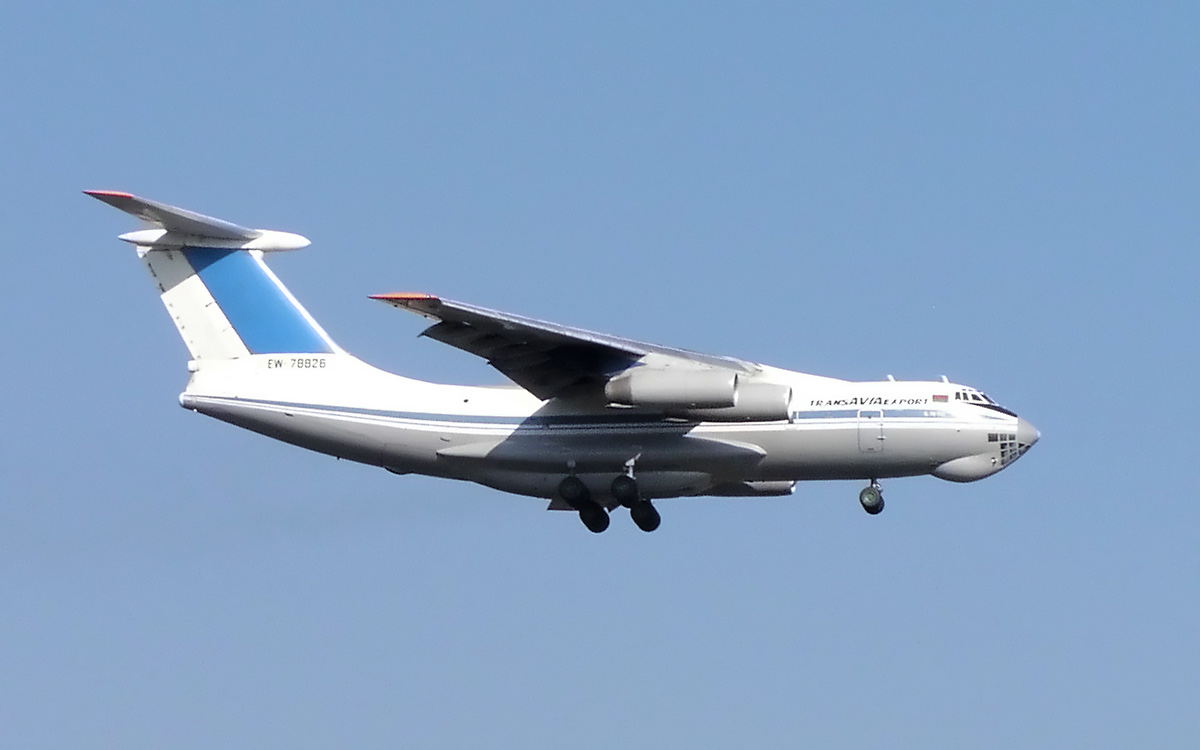
Il-76

- En 2000, l'usine passe à une production des produits usuels sur commande de la population locale. À la suite du problème financier et de la corruption des organes de gestion, les salaires sont payés avec un retard de plusieurs mois.
- En 2002, fut construit le premier modèle du Il-114.
- En 2005, la Chine a commandé 4 exemplaires de Il-78 et plusieurs exemplaires de Il-76. Ce contrat sera ensuite annulé.
- En octobre 2014, les derniers fuselages restants d'Il-76 sont vendus à Israel Aerospace Industries[6], dont deux en 2015 sont préparés pour servir d'AWACS pour l'Inde[18].
- En 2015, la direction de l'usine mécanique de Tachkent déclare qu'elle a la capacité de fabriquer 200 000 tonnes de serrures par an, et qu'elle fabriquera des outils ainsi que des produits en plastique et de caoutchouc[6].

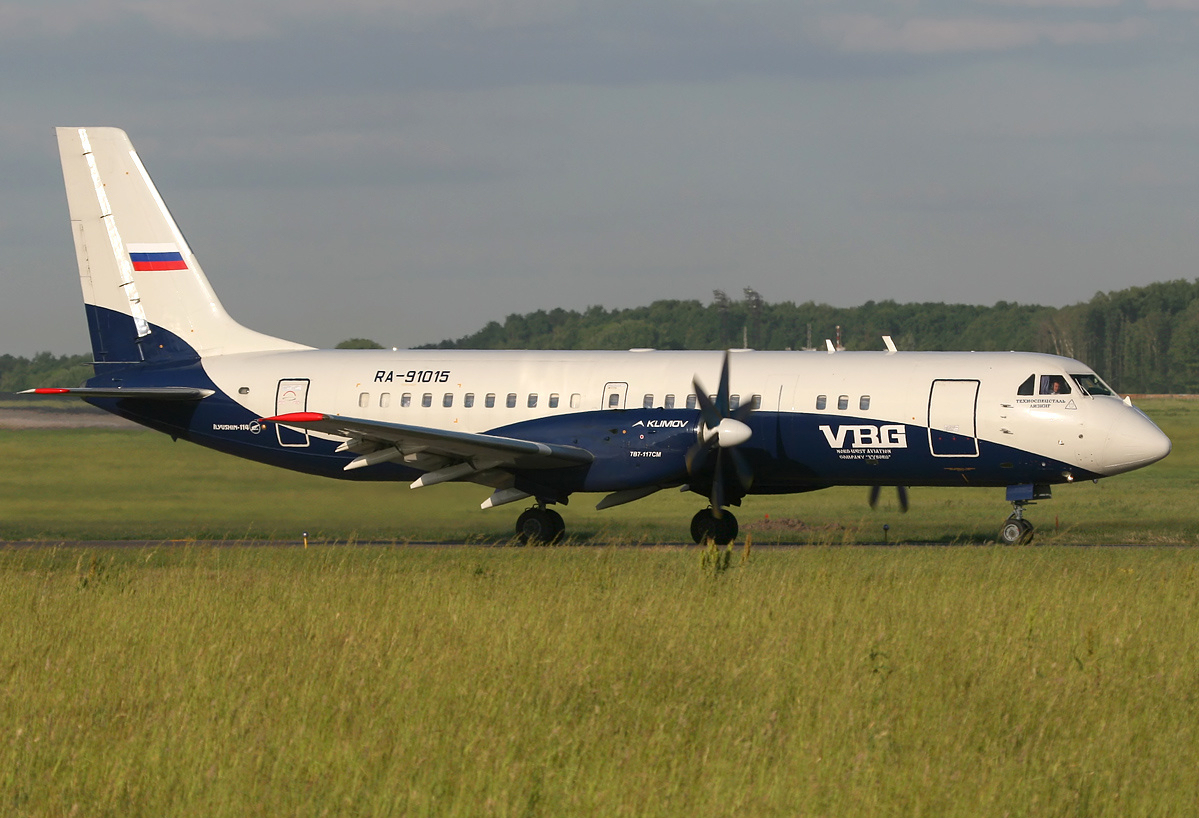
Il-114
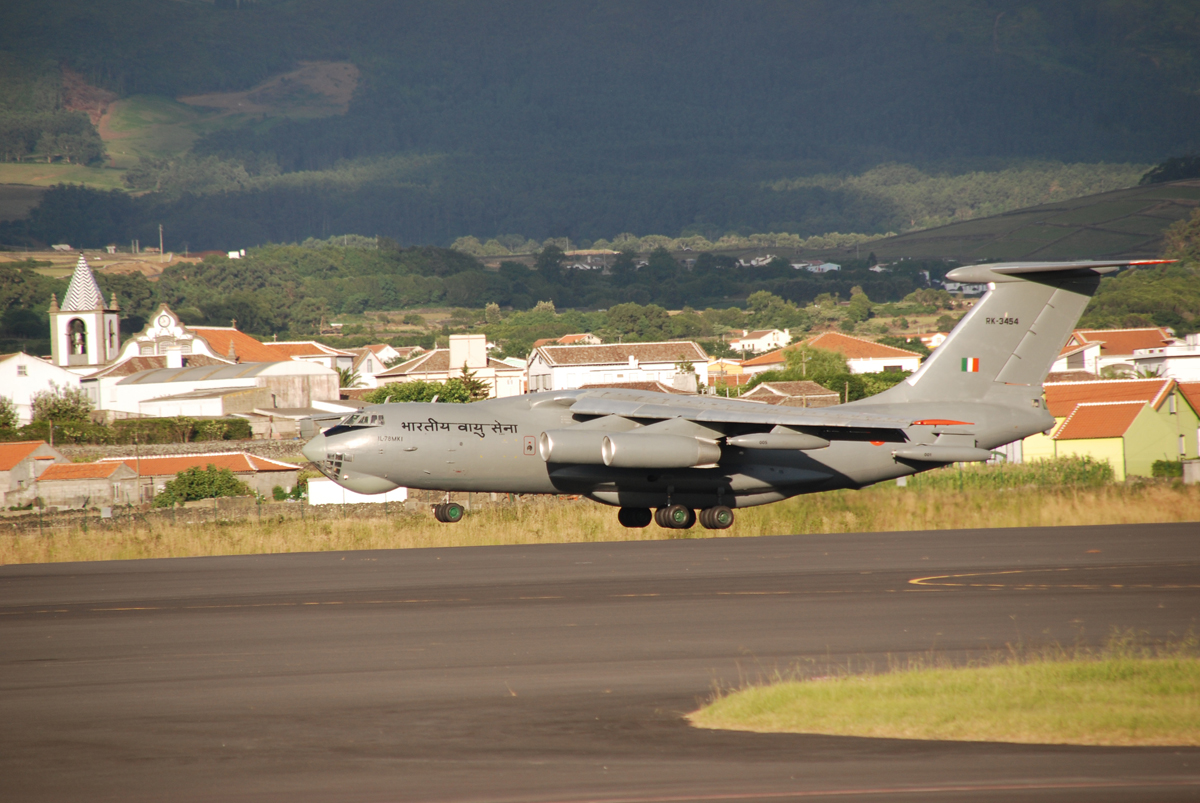
Il-78

## Les activités d'utilité publique de la société
Dans le but de diminuer le coût de la vie et, par conséquent, freiner les coûts de production (surtout les salaires) les usines étaient chargées d'offrir des services culturels, sanitaires et d'améliorer la vie du personnel.
TAPOiCH participa activement dans ce domaine et proposait des services pour l'ensemble de la population de Tachkent et, surtout, des quartiers environnant l'association de production,.

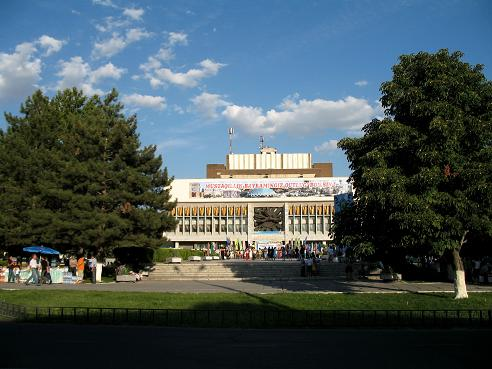
Le palais de la culture et des techniques des constructeurs aéronautiques, nommé d'après de V. Sivec.
La photo a été prise lors des célébrations du 1.09.2009

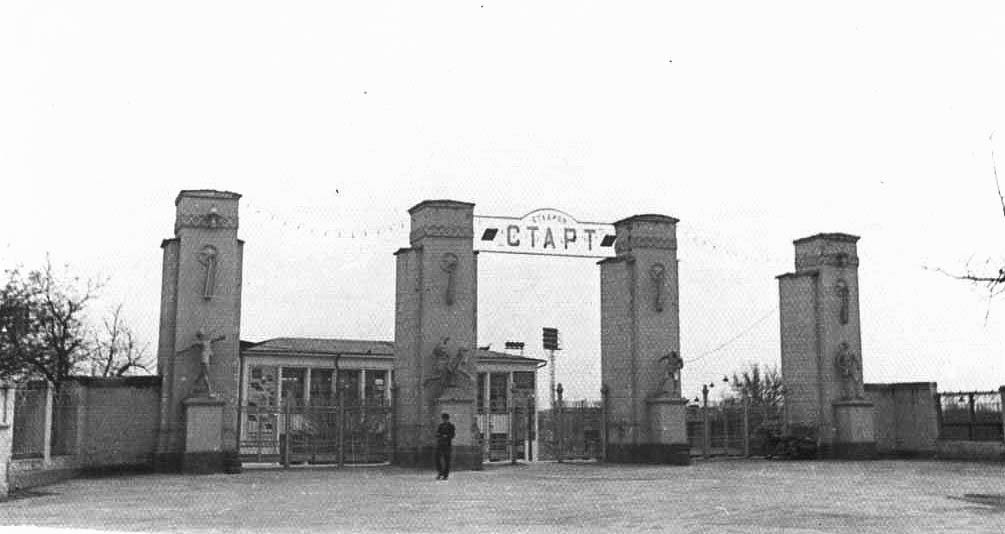
Le stade "Start" en 1967

### Installations de vacances, centres médicaux, centres de loisirs et sportifs
Centres de vacances.
En 1945, fut construit le premier camp de vacances pour les enfants et adolescents - « Aktash » - suivi en 1947 par la maison de vacances « Chigatai ».
En 1960, fut inauguré le pensionnat « Les Sables d'or » (en russe "Золотые пески") qui se trouve en Kirghizie, près du lac Issyk Kul.
D’autres pensionnats, camps et maisons de vacances furent bâtis :
- « Kristall » (en russe « Кристалл » : Cristal) ;
- « Sokol » (en russe « Сокол » : Faucon) ;
- « Кumyshkan ».

Centres médicaux.
- L'hôpital de GAO TAPOiCH. Il se situe dans le quartier de Kadyshev.

- Centre médical auprès de l'usine de Tachkent.

Centres de loisirs.
- Cinéma au nom de Boris Lissounov (photo).

- Le palais de la culture et des techniques des constructeurs aéronautiques, nommé d'après de V. Sivec.

Centres sportifs.
- Le stade « Start »[22].

### Développement des transports publics
- L'arrêt de métro « Chkalov » du réseau de métro de Tachkent.

### Développement du système d'approvisionnement d'eau
- En 1942, une partie du personnel de l'usine a participé à la construction du canal de Tachkent-Nord.

### Développement du système électrique
- Pendant la Seconde Guerre mondiale, l'usine a libéré une partie de son personnel pour la construction de la centrale hydroélectrique de Salarsk.

### Tremblement de terre à Tachkent
En 1966, le personnel de l'usine participa par ailleurs activement à la reconstruction de la ville de Tachkent après le tremblement de terre qui endommagea gravement la cité.

## Prix et décorations reçus durant l'époque soviétique
Durant son existence l'association de production, TAPOiCH a été prisée 4 fois des plus hauts ordres du comité de décoration de l'Union soviétique.
- En 1943, pour la réussite dans la compétition socialiste, l'usine a reçu le Drapeau rouge qu'elle a maintenu jusqu'à la fin de la guerre[23].

- En 1945, l'Ordre de Lénine a été décerné pour l'accomplissement de sa tâche, la défense de la patrie, grâce à la production massive des Li-2[23].

- En 1962, l'Ordre du Drapeau rouge du Travail a été décerné à l'entreprise pour l'accomplissement complet du VIIIème plan quinquennal[23].

- En 1982, à la suite de la visite de l'usine par le chef de l'État soviétique, Léonid Brejnev[24], l'usine a reçu son second Ordre de Lénine.